# Maria Verger
|  | Aquest article tracta sobre la cantant italiana. Si cerqueu la poetessa mallorquina, vegeu «Maria Verger i Ventayol». |

Maria Verger (Palerm, 1873 - Roma, 1938) fou una mezzosoprano italiana, filla del baríton Napoleone Verger i de la ballarina Angelina Fioretti, i neta del tenor Giovanni Battista Verger i de la mezzosoprano Amalia Brambilla. El 1901 es va casar amb Luigi Borlone i va tenir dos fills, Aldo i Enrico. Des del 1896 dugué una carrera brillant per moltes sales d'arreu d'Itàlia i en altres d'Europa i de Sud-amèrica. Actuà diverses vegades al Teatre del Liceu de Barcelona entre el 1906 i el 1913. Es va retirar el 1915 a causa de problemes de salut.